# Julian Nowak

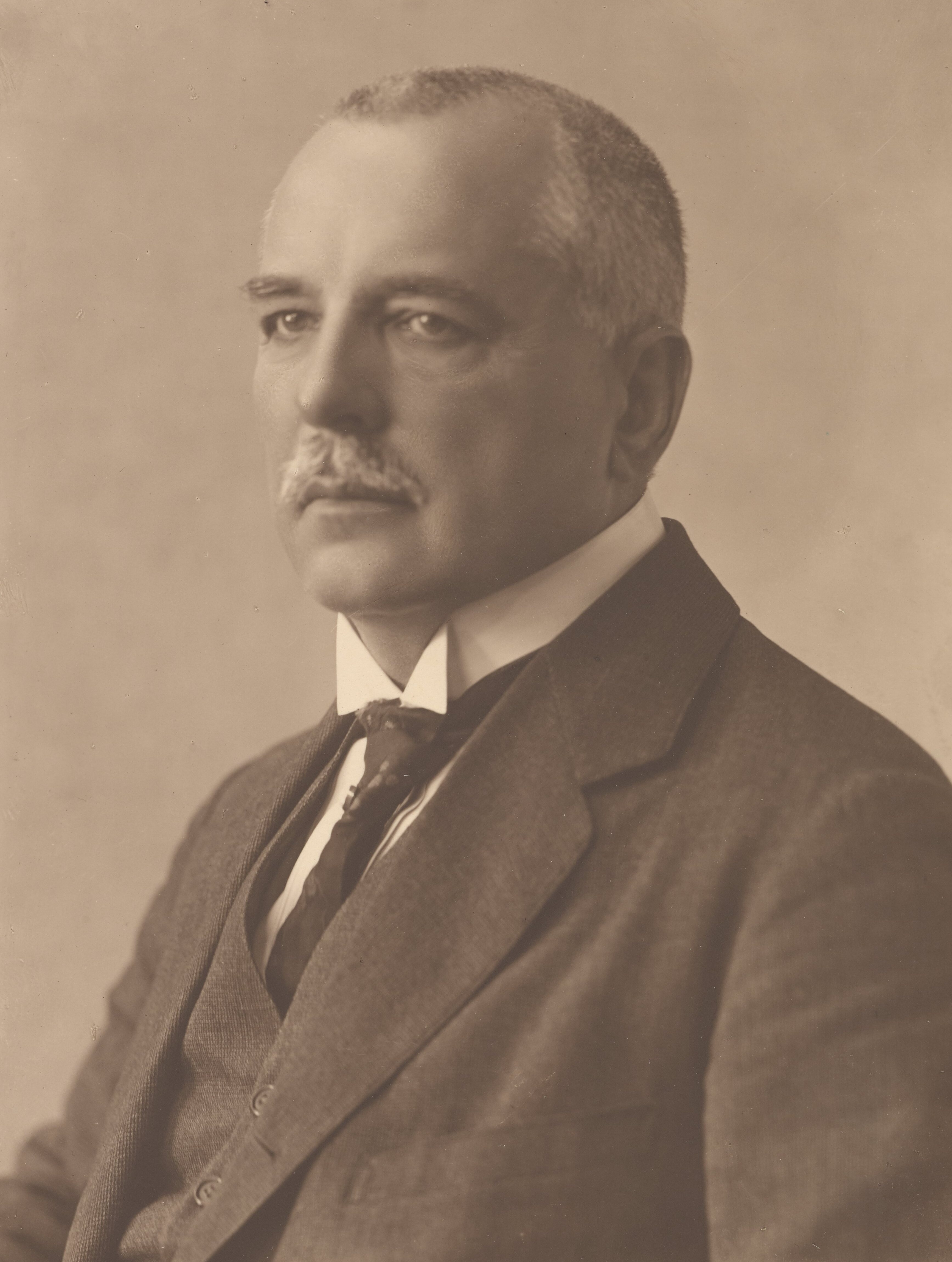
Julian Ignacy Nowak

Julian Ignacy Nowak (* 10. März 1865 in Okocim, Kaisertum Österreich; † 10. November 1946 in Krakau) war ein polnischer Bakteriologe, Politiker und Ministerpräsident.

## Leben

### Studium und berufliche Laufbahn
Nach dem Studium der Biologie sowie der späteren Habilitation wurde er 1899 zum Professor am Lehrstuhl für Biologie an die Jagiellonen-Universität in Krakau berufen. Von 1921 bis 1922 war er Rektor der Jagiellonen-Universität. 1931 wurde er darüber hinaus Mitglied der Akademie der Gelehrsamkeit (Polska Akademia Umiejętności). Neben einem Atlas der Mikrobiologie (Atlas Mikrobiologiczny) war er auch Autor von Fachbüchern zur Bakteriologie.
1903 wurde er Mitglied der Landwirtschaftlichen Gesellschaft von Krakau (Krakowskie Towarzystwo Rolne), deren Vizepräsident er von 1921 bis 1927 war.

### Politische Laufbahn und Ministerpräsident 1922
Zwischen 1907 und 1918 war er Mitglied der Partei Stronnictwo Prawicy Narodowej.
Am 31. Juli 1922 wurde er als Nachfolger von Artur Śliwiński Ministerpräsident Polens. Dieses Amt übte er jedoch nur bis zum 16. Dezember 1922 aus und wurde dann als Ministerpräsident von Władysław Sikorski abgelöst. Vom 31. Juli bis zum 21. August 1922 war er außerdem auch Minister für Religion und öffentlichen Unterricht.
1922 wurde er dann zum Senator gewählt, wo er bis 1927 Mitglied des Ausschusses für Religion und öffentlichen Unterricht war. Trotz seiner Kontakte zu konservativen Kreisen aus Krakau hatte er während dieser Zeit auch Sympathien für die Partei der Kleinlandwirte (Polskie Stronnictwo Ludowe "Piast").